# 2004-es Le Mans-i 24 órás verseny

A 72. Le Mans-i 24 órás versenyt 2004. június 12. és június 13. között rendezték meg.

## Végeredmény
| Helyezés | Kategória | #  | Csapat                                | Versenyző                                             | Modell                             | Gumi | Körök |
| Helyezés | Kategória | #  | Csapat                                | Versenyző                                             | Motor                              | Gumi | Körök |
| -------- | --------- | -- | ------------------------------------- | ----------------------------------------------------- | ---------------------------------- | ---- | ----- |
| 1        | LMP1      | 5  | Audi Sport Japan Team Goh             | Ara Szeidzsi Rinaldo Capello Tom Kristensen           | Audi R8                            | M    | 379   |
| 1        | LMP1      | 5  | Audi Sport Japan Team Goh             | Ara Szeidzsi Rinaldo Capello Tom Kristensen           | Audi 3.6L Turbo V8                 | M    | 379   |
| 2        | LMP1      | 88 | Audi Sport UK Team Veloqx             | Jamie Davies Johnny Herbert Guy Smith                 | Audi R8                            | M    | 379   |
| 2        | LMP1      | 88 | Audi Sport UK Team Veloqx             | Jamie Davies Johnny Herbert Guy Smith                 | Audi 3.6L Turbo V8                 | M    | 379   |
| 3        | LMP1      | 2  | ADT Champion Racing                   | JJ Lehto Marco Werner Emanuele Pirro                  | Audi R8                            | M    | 368   |
| 3        | LMP1      | 2  | ADT Champion Racing                   | JJ Lehto Marco Werner Emanuele Pirro                  | Audi 3.6L Turbo V8                 | M    | 368   |
| 4        | LMP1      | 18 | Pescarolo Sport                       | Soheil Ayari Érik Comas Benoît Tréluyer               | Pescarolo C60                      | M    | 361   |
| 4        | LMP1      | 18 | Pescarolo Sport                       | Soheil Ayari Érik Comas Benoît Tréluyer               | Judd GV5 5.0L V10                  | M    | 361   |
| 5        | LMP1      | 8  | Audi Sport UK Team Veloqx             | Allan McNish Frank Biela Pierre Kaffer                | Audi R8                            | M    | 350   |
| 5        | LMP1      | 8  | Audi Sport UK Team Veloqx             | Allan McNish Frank Biela Pierre Kaffer                | Audi 3.6L Turbo V8                 | M    | 350   |
| 6        | GTS       | 64 | Corvette Racing                       | Oliver Gavin Olivier Beretta Jan Magnussen            | Chevrolet Corvette C5-R            | M    | 345   |
| 6        | GTS       | 64 | Corvette Racing                       | Oliver Gavin Olivier Beretta Jan Magnussen            | Chevrolet 7.0L V8                  | M    | 345   |
| 7        | LMP1      | 15 | Racing for Holland                    | Jan Lammers Chris Dyson Katsutomo Kaneishi            | Dome S101                          | D    | 341   |
| 7        | LMP1      | 15 | Racing for Holland                    | Jan Lammers Chris Dyson Katsutomo Kaneishi            | Judd GV4 4.0L V10                  | D    | 341   |
| 8        | GTS       | 63 | Corvette Racing                       | Ron Fellows Max Papis Johnny O'Connell                | Chevrolet Corvette C5-R            | M    | 334   |
| 8        | GTS       | 63 | Corvette Racing                       | Ron Fellows Max Papis Johnny O'Connell                | Chevrolet 7.0L V8                  | M    | 334   |
| 9        | GTS       | 65 | Prodrive Racing                       | Darren Turner Colin McRae Rickard Rydell              | Ferrari 550-GTS Maranello          | M    | 329   |
| 9        | GTS       | 65 | Prodrive Racing                       | Darren Turner Colin McRae Rickard Rydell              | Ferrari F133 5.9L V12              | M    | 329   |
| 10       | GT        | 90 | White Lightning Racing                | Jörg Bergmeister Patrick Long Sascha Maassen          | Porsche 911 GT3-RS                 | M    | 327   |
| 10       | GT        | 90 | White Lightning Racing                | Jörg Bergmeister Patrick Long Sascha Maassen          | Porsche 3.6L Flat-6                | M    | 327   |
| 11       | GTS       | 66 | Prodrive Racing                       | Alain Menu Peter Kox Tomáš Enge                       | Ferrari 550-GTS Maranello          | M    | 325   |
| 11       | GTS       | 66 | Prodrive Racing                       | Alain Menu Peter Kox Tomáš Enge                       | Ferrari F133 5.9L V12              | M    | 325   |
| 12       | GT        | 77 | ChoroQ Racing Team                    | Haruki Kurosawa Kazuyuki Nishizawa Manabu Orido       | Porsche 911 GT3-RSR                | Y    | 322   |
| 12       | GT        | 77 | ChoroQ Racing Team                    | Haruki Kurosawa Kazuyuki Nishizawa Manabu Orido       | Porsche 3.6L Flat-6                | Y    | 322   |
| 13       | GT        | 85 | Freisinger Motorsport                 | Stéphane Ortelli Ralf Kelleners Romain Dumas          | Porsche 911 GT3-RSR                | D    | 321   |
| 13       | GT        | 85 | Freisinger Motorsport                 | Stéphane Ortelli Ralf Kelleners Romain Dumas          | Porsche 3.6L Flat-6                | D    | 321   |
| 14       | GTS       | 69 | Larbre Compétition                    | Christophe Bouchut Patrice Goueslard Olivier Dupard   | Ferrari 550-GTS Maranello          | M    | 317   |
| 14       | GTS       | 69 | Larbre Compétition                    | Christophe Bouchut Patrice Goueslard Olivier Dupard   | Ferrari F133 5.9L V12              | M    | 317   |
| 15       | GT        | 84 | Seikel Motorsport                     | Anthony Burgess Philip Collin Andrew Bagnall          | Porsche 911 GT3-RS                 | Y    | 317   |
| 15       | GT        | 84 | Seikel Motorsport                     | Anthony Burgess Philip Collin Andrew Bagnall          | Porsche 3.6L Flat-6                | Y    | 317   |
| 16       | GT        | 72 | Luc Alphand Aventures                 | Luc Alphand Christian Lavieille Phillippe Almeras     | Porsche 911 GT3-RS                 | M    | 316   |
| 16       | GT        | 72 | Luc Alphand Aventures                 | Luc Alphand Christian Lavieille Phillippe Almeras     | Porsche 3.6L Flat-6                | M    | 316   |
| 17       | LMP1      | 14 | Team Nasamax McNeil Engineering       | Robbie Stirling Werner Lupberger Kevin McGarrity      | Nasamax (Reynard) DM139            | D    | 316   |
| 17       | LMP1      | 14 | Team Nasamax McNeil Engineering       | Robbie Stirling Werner Lupberger Kevin McGarrity      | Judd GV5 5.0L V10 (bioetanol)      | D    | 316   |
| 18       | GT        | 81 | The Racer's Group                     | Lars-Erik Nielsen Ian Donaldson Gregor Fisken         | Porsche 911 GT3-RSR                | M    | 314   |
| 18       | GT        | 81 | The Racer's Group                     | Lars-Erik Nielsen Ian Donaldson Gregor Fisken         | Porsche 3.6L Flat-6                | M    | 314   |
| 19       | GT        | 92 | Cirtek Motorsport                     | Frank Mountain Hans Hugenholtz Rob Wilson             | Ferrari 360 Modena GTC             | D    | 311   |
| 19       | GT        | 92 | Cirtek Motorsport                     | Frank Mountain Hans Hugenholtz Rob Wilson             | Ferrari F131 3.6L V8               | D    | 311   |
| 20       | LMP1      | 4  | Taurus Sports Racing                  | Christian Vann Benjamin Leuenberger Didier André      | Lola B2K/10                        | M    | 300   |
| 20       | LMP1      | 4  | Taurus Sports Racing                  | Christian Vann Benjamin Leuenberger Didier André      | Judd GV4 4.0L V10                  | M    | 300   |
| 21       | GT        | 89 | Chamberlain-Synergy Motorsport        | Bob Berridge Michael Caine Chris Stockton             | TVR Tuscan T400R                   | D    | 300   |
| 21       | GT        | 89 | Chamberlain-Synergy Motorsport        | Bob Berridge Michael Caine Chris Stockton             | TVR Speed Six 4.0L I6              | D    | 300   |
| 22       | GT        | 96 | Chamberlain-Synergy Motorsport        | Lawrence Tomlinson Nigel Greensall Gareth Evans       | TVR Tuscan T400R                   | D    | 291   |
| 22       | GT        | 96 | Chamberlain-Synergy Motorsport        | Lawrence Tomlinson Nigel Greensall Gareth Evans       | TVR Speed Six 4.0L I6              | D    | 291   |
| 23       | GT        | 75 | Thierry Perrier Perspective Racing    | Ian Khan Nigel Smith Tim Sugden                       | Porsche 911 GT3-RS                 | D    | 283   |
| 23       | GT        | 75 | Thierry Perrier Perspective Racing    | Ian Khan Nigel Smith Tim Sugden                       | Porsche 3.6L Flat-6                | D    | 283   |
| 24       | LMP1      | 20 | Lister Racing                         | John Nielsen Casper Elgaard Jens Møller               | Lister Storm LMP                   | D    | 279   |
| 24       | LMP1      | 20 | Lister Racing                         | John Nielsen Casper Elgaard Jens Møller               | Chevrolet LS1 6.0L V8              | D    | 279   |
| 25       | LMP2      | 32 | Intersport Racing                     | William Binnie Clint Field Rick Sutherland            | Lola B2K/40                        | P    | 278   |
| 25       | LMP2      | 32 | Intersport Racing                     | William Binnie Clint Field Rick Sutherland            | Judd KV675 3.4L V8                 | P    | 278   |
| 26       | LMP2      | 24 | Rachel Welter                         | Yojiro Terada Patrice Roussel Olivier Porta           | WR LM2001                          | M    | 270   |
| 26       | LMP2      | 24 | Rachel Welter                         | Yojiro Terada Patrice Roussel Olivier Porta           | Peugeot 2.0L Turbo I4              | M    | 270   |
| 27 NC    | GT        | 80 | Morgan Works Race Team                | Adam Sharpe Neil Cunningham Steve Hyde                | Morgan Aero 8R                     | Y    | 222   |
| 27 NC    | GT        | 80 | Morgan Works Race Team                | Adam Sharpe Neil Cunningham Steve Hyde                | BMW B44 (Mader) 4.5L V8            | Y    | 222   |
| 28 NC    | LMP1      | 16 | Racing for Holland                    | Tom Coronel Justin Wilson Ralph Firman                | Dome S101                          | D    | 313   |
| 28 NC    | LMP1      | 16 | Racing for Holland                    | Tom Coronel Justin Wilson Ralph Firman                | Judd GV4 4.0L V10                  | D    | 313   |
| 29 DNF   | LMP1      | 17 | Pescarolo Sport                       | Sébastien Bourdais Nicolas Minassian Emmanuel Collard | Pescarolo C60                      | M    | 282   |
| 29 DNF   | LMP1      | 17 | Pescarolo Sport                       | Sébastien Bourdais Nicolas Minassian Emmanuel Collard | Judd GV5 5.0L V10                  | M    | 282   |
| 30 DNF   | LMP1      | 25 | Ray Mallock Ltd. (RML)                | Thomas Erdos Mike Newton Nathan Kinch                 | MG-Lola EX257                      | D    | 256   |
| 30 DNF   | LMP1      | 25 | Ray Mallock Ltd. (RML)                | Thomas Erdos Mike Newton Nathan Kinch                 | MG (AER) XP20 2.0L Turbo I4        | D    | 256   |
| 31 DNF   | LMP1      | 6  | Rollcentre Racing                     | Martin Short Rob Barff João Barbosa                   | Dallara SP1                        | D    | 230   |
| 31 DNF   | LMP1      | 6  | Rollcentre Racing                     | Martin Short Rob Barff João Barbosa                   | Judd GV4 4.0L V10                  | D    | 230   |
| 32 DNF   | GT        | 87 | Orbit Racing BAM!                     | Leo Hindery, Jr. Marc Lieb Mike Rockenfeller          | Porsche 911 GT3-RS                 | M    | 223   |
| 32 DNF   | GT        | 87 | Orbit Racing BAM!                     | Leo Hindery, Jr. Marc Lieb Mike Rockenfeller          | Porsche 3.6L Flat-6                | M    | 223   |
| 33 DNF   | LMP1      | 9  | Kondo Racing                          | Hiroki Kato Ryo Fukuda Ryo Michigami                  | Dome S101                          | Y    | 206   |
| 33 DNF   | LMP1      | 9  | Kondo Racing                          | Hiroki Kato Ryo Fukuda Ryo Michigami                  | Mugen MF408S 4.0L V8               | Y    | 206   |
| 34 DNF   | GTS       | 62 | Barron Connor Racing                  | Mike Hezemans Ange Barde Jean-Denis Délétraz          | Ferrari 575-GTC                    | P    | 200   |
| 34 DNF   | GTS       | 62 | Barron Connor Racing                  | Mike Hezemans Ange Barde Jean-Denis Délétraz          | Ferrari F133 6.0L V12              | P    | 200   |
| 35 DNF   | LMP1      | 22 | Zytek Engineering, Ltd.               | Andy Wallace David Brabham Hayanari Shimoda           | Zytek 04S                          | M    | 167   |
| 35 DNF   | LMP1      | 22 | Zytek Engineering, Ltd.               | Andy Wallace David Brabham Hayanari Shimoda           | Zytek ZG348 3.4L V8                | M    | 167   |
| 36 DNF   | GTS       | 61 | Barron Connor Racing                  | John Bosch Danny Sullivan Thomas Biagi                | Ferrari 575-GTC                    | P    | 163   |
| 36 DNF   | GTS       | 61 | Barron Connor Racing                  | John Bosch Danny Sullivan Thomas Biagi                | Ferrari F133 6.0L V12              | P    | 163   |
| 37 DNF   | GT        | 83 | Seikel Motorsport                     | Gabrio Rosa Peter van Merksteijn Alex Caffi           | Porsche 911 GT3-RS                 | Y    | 148   |
| 37 DNF   | GT        | 83 | Seikel Motorsport                     | Gabrio Rosa Peter van Merksteijn Alex Caffi           | Porsche 3.6L Flat-6                | Y    | 148   |
| 38 DNF   | LMP2      | 36 | Gerard Welter                         | Tristan Gommendy Jean-Bernard Bouvet Bastien Brière   | WR LM2004                          | M    | 137   |
| 38 DNF   | LMP2      | 36 | Gerard Welter                         | Tristan Gommendy Jean-Bernard Bouvet Bastien Brière   | Peugeot ES9J4S 3.4L V6             | M    | 137   |
| 39 DNF   | GT        | 70 | JMB Racing                            | Jean-René de Fournoux Jaime Melo Stéphane Daoudi      | Ferrari 360 Modena GTC             | M    | 133   |
| 39 DNF   | GT        | 70 | JMB Racing                            | Jean-René de Fournoux Jaime Melo Stéphane Daoudi      | Ferrari F131 3.6L V8               | M    | 133   |
| 40 DNF   | LMP2      | 31 | Courage Compétition                   | Alexander Frei Sam Hancock Jean-Marc Gounon           | Courage C65                        | M    | 127   |
| 40 DNF   | LMP2      | 31 | Courage Compétition                   | Alexander Frei Sam Hancock Jean-Marc Gounon           | JPX 3.4L V6                        | M    | 127   |
| 41 DNF   | LMP2      | 35 | Epsilon Sport                         | Renaud Derlot Gunnar Jeanette Gavin Pickering         | Courage C65                        | M    | 124   |
| 41 DNF   | LMP2      | 35 | Epsilon Sport                         | Renaud Derlot Gunnar Jeanette Gavin Pickering         | Willman (JPX) 3.4L V6              | M    | 124   |
| 42 DNF   | LMP1      | 29 | Noël del Bello Racing                 | Bruno Besson Sylvain Boulay Jean-Luc Maury-Laribière  | Reynard 2KQ                        | M    | 122   |
| 42 DNF   | LMP1      | 29 | Noël del Bello Racing                 | Bruno Besson Sylvain Boulay Jean-Luc Maury-Laribière  | Volkswagen HPT16 2.0L Turbo I4     | M    | 122   |
| 43 DNF   | LMP2      | 37 | Paul Belmondo Racing                  | Paul Belmondo Claude-Yves Gosselin Marco Saviozzi     | Courage C65                        | M    | 80    |
| 43 DNF   | LMP2      | 37 | Paul Belmondo Racing                  | Paul Belmondo Claude-Yves Gosselin Marco Saviozzi     | JPX 3.4L V6                        | M    | 80    |
| 44 DNF   | GT        | 86 | Freisinger Motorsport                 | Alexei Vasiliev Nikolai Fomenko Robert Nearn          | Porsche 911 GT3-RSR                | D    | 65    |
| 44 DNF   | GT        | 86 | Freisinger Motorsport                 | Alexei Vasiliev Nikolai Fomenko Robert Nearn          | Porsche 3.6L Flat-6                | D    | 65    |
| 45 DNF   | LMP1      | 11 | Panoz Motor Sports Larbre Compétition | Patrick Bourdais Jean-Luc Blanchemain Roland Bervillé | Panoz GTP                          | M    | 54    |
| 45 DNF   | LMP1      | 11 | Panoz Motor Sports Larbre Compétition | Patrick Bourdais Jean-Luc Blanchemain Roland Bervillé | Élan 6L8 6.0L V8                   | M    | 54    |
| 46 DNF   | LMP1      | 10 | Taurus Sports Racing                  | Phil Andrews Calum Lockie Anthony Kumpen              | Lola B2K/10                        | D    | 35    |
| 46 DNF   | LMP1      | 10 | Taurus Sports Racing                  | Phil Andrews Calum Lockie Anthony Kumpen              | Caterpillar 5.0L Turbo V10 (Dízel) | D    | 35    |
| 47 DNF   | LMP1      | 27 | Intersport Racing                     | Jon Field Duncan Dayton Larry Connor                  | Lola B01/60                        | G    | 29    |
| 47 DNF   | LMP1      | 27 | Intersport Racing                     | Jon Field Duncan Dayton Larry Connor                  | Judd XV675 3.4L V8                 | G    | 29    |
| 48 DNF   | GT        | 78 | PK Sport Ltd.                         | Jim Matthews David Warnock Paul Daniels               | Porsche 911 GT3-RS                 | D    | 27    |
| 48 DNF   | GT        | 78 | PK Sport Ltd.                         | Jim Matthews David Warnock Paul Daniels               | Porsche 3.6L Flat-6                | D    | 27    |